# 劉蠡升
劉蠡升（？—535年），北魏末年稽胡（山胡）领袖。
北魏孝昌元年（525年），刘蠡升反，在山西云阳谷自称天子，改元神嘉，设置百官。因为在山区，所以坚持了十一年，北魏边境常被劉蠡升侵扰，时人称他为“胡荒”。
神嘉十一年（东魏天平二年、535年）正月壬戌，东魏丞相高欢袭击大破劉蠡升。高欢假装与刘蠡升约和，许以自己的女儿嫁给他的太子。刘蠡升不设防备，高欢举兵来袭。三月辛酉，劉蠡升的北部王斩劉蠡升之首来投降。刘蠡升的馀众再立其子为南海王，高欢进击，擒南海王，俘其弟西海王、皇后、诸王、公卿以下四百馀人，华、夷五万馀户。
其孙劉沒鐸，577年在同地自立一個月後被俘。